# Hoffmann-von-Fallersleben-Museum

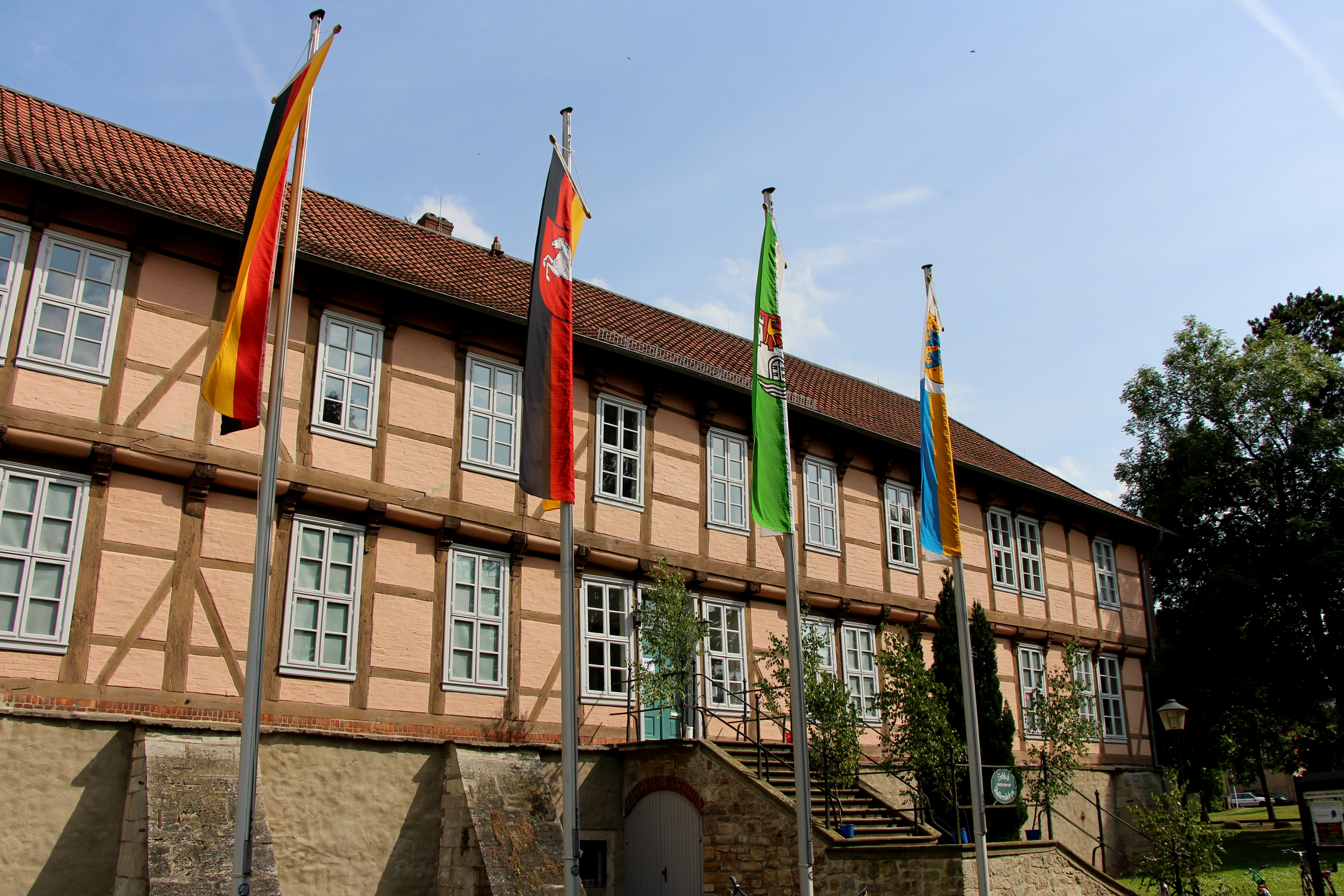
Sitz des Museums auf Schloss Fallersleben

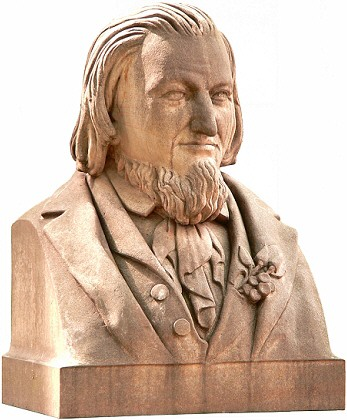
Büste des Dichters in Fallersleben

Das Hoffmann-von-Fallersleben-Museum im Wolfsburger Stadtteil Fallersleben ist eins der beiden Historischen Museen der Stadt Wolfsburg. Es ist dem deutschen  Autor von Gedichten und Liedern sowie Wissenschaftler (Germanist, Niederlandist) August Heinrich Hoffmann von Fallersleben (1798–1874) gewidmet, der in Fallersleben geboren wurde. Es besteht seit 1991 auf Schloss Fallersleben, dem einstigen Witwensitz von Klara von Sachsen-Lauenburg, Ehefrau von Herzog Franz von Braunschweig-Lüneburg.

## Dauerausstellung
„Als Museum zur Geschichte deutscher Dichtung und Demokratie im 19. Jahrhundert ermöglicht das Museum eine intensive Begegnung mit Hoffmanns Lebenszeit, der für die deutsche Geschichte bedeutsamen Epoche zwischen 1798 und 1874. In Ausstellungen und Veranstaltungen öffnet das Museum den Blick auch für die heutige Bedeutung und Wirksamkeit der politischen Ideen Hoffmanns im geeinten Deutschland und Europa.“
(Zitat des Museums)
Für das Museum ist eine Sammlung von Handschriften August Heinrich Hoffmann von Fallerslebens die Grundlage, die schon 1928 aus dem Nachlass des Sohnes Franz Hoffmann-Fallersleben (1855–1928) erworben werden konnte.
Persönlichkeit, Leben und Werk Hoffmann von Fallerslebens werden vor dem Hintergrund seiner Herkunft, seiner Familie und der politischen Verhältnisse von 1879 bis 1848 und im weiteren Verlauf des 19. Jahrhunderts dargestellt. Über sein Wirken als Literaturforscher, Bibliothekar und Dichter zeugen zahlreiche Exponate wie Originale seiner Publikationen, aber auch Spiele, Tonträger und Texttafeln. Lichtsensible Originale werden in Schubladen aufbewahrt, die von den Besuchern zum Betrachten herausgezogen werden können.
Das Hoffmann-von-Fallersleben-Museum bietet neben vielen öffentlichen Veranstaltungen einen museumspädagogischen Dienst.
Gruppen ab zehn Personen können sich für Führungen und museumspädagogische Programme zu folgenden Themenbereichen anmelden:
- Leben und Werk des Dichters und
- seine für die geistige und politische Entwicklung Deutschlands so bedeutsame Lebenszeit des 19. Jahrhunderts in aktuellen Sonderausstellungen.

Nach einer mehrjährigen, kompletten Neukonzeption und -gestaltung ist das Museum seit 2014 wieder geöffnet. Der Eintritt ist frei.

## Sonderausstellungen
Wechselnde Ausstellungen im Obergeschoss beleuchten Themen, die mit der zentralen Figur des Museums zusammenhängen. 2017 gab es eine Wanderausstellung von Karikaturen mit dem Titel „Oh, eine Dummel!“ zu „Rechtsextremismus und Menschenfeindlichkeit“, die insbesondere Schulklassen besuchten. 2017/2018 widmete sich eine weitere Sonderausstellung dem Thema „Hoffmann und die Brüder Grimm – Freundschaft in bewegten Zeiten.“ Sie zeigte auch Leihgaben anderer Institutionen. Für 2018 sind eine Plakatausstellung zu „Diktatur und Demokratie im Zeitalter der Extreme“ und eine Sonderausstellung zu Kinderliedern, die Stickereien von Gudrun Cohnen-Nussbaum anregten, geplant.

## Weiteres
Im Obergeschoss gibt es ein mit Möbeln des Biedermeier ausgestattetes Trauzimmer des Standesamts Wolfsburg. Neben Räumen im Obergeschoss mit Fachwerk, das in Teilen noch originale Bemalung aus der Entstehungszeit hat, sind in verputzten Räumen die Decken mit Stuck versehen.
2018 wurde das Museum mit dem Museumsgütesiegel des Museumsverbands Niedersachsen und Bremen e. V. ausgezeichnet.

## Hoffmann-von-Fallersleben-Gesellschaft e. V.
In einem Gebäude neben dem Schloss, dem „Alten Amtsgericht“, hat die Hoffmann-von-Fallersleben-Gesellschaft ihren Sitz. Sie verfügt über umfangreiche Archivalien und eine große Bibliothek. Für ihre Veranstaltungen nutzt sie auch Räume des Museums.